# Thinophilus rufibarbis
Thinophilus rufibarbis är en tvåvingeart som beskrevs av Van Duzee 1926. Thinophilus rufibarbis ingår i släktet Thinophilus och familjen styltflugor.
Artens utbredningsområde är Utah. Inga underarter finns listade i Catalogue of Life.